# Ontario (ciruela)
Ontario es una variedad cultivar de ciruelo (Prunus domestica), de las denominadas ciruelas europeas.
Una variedad de ciruela conseguida en 1874 por Ellwanger and Barry, Rochester (Nueva York).
Las frutas son de tamaño de mediano a grande, piel de color amarillo jaspeado recubierta de abundante pruina, fina, blanquecina, con abundantes lenticelas muy pequeñas algo más claras, y su pulpa color amarillo verdoso, textura suave, muy jugosa, y con un sabor moderadamente dulce y bastante rico.

## Historia
'Ontario' es una variedad de ciruela conseguida por Ellwanger and Barry, Rochester (Nueva York). Fue descrita por vez primera en 1874.
La variedad de ciruela 'Ontario' fue descrita por : 1. Mich. Pom. Soc. Rpt. 38. 1874. 2. Can. Exp. Farm Bul. 2nd Ser. 3:54. 1900.
'Ontario' está cultivada en diversos bancos de germoplasma de cultivos vivos, tales como en National Fruit Collection (Colección Nacional de Fruta) de Reino Unido con el número de accesión: 1976-039 y Nombre Accesión : Ontario (EMLA). Fue introducida en el "Probatorio Nacional de Fruta" para evaluar sus características en 1976.

## Características
'Ontario' árbol de tamaño mediano, vigoroso, muy productivo, y es autofértil. Tiene un tiempo de floración que comienza a partir del 20 de abril con el 10% de floración, para el 24 de abril tiene una floración completa (80%), y para el 6 de mayo tiene un 90% de caída de pétalos.
'Ontario' tiene una talla de tamaño medio de forma redondeada ovalada, con peso promedio de 36.93 g;epidermis tiene una piel dura y color amarillo jaspeado recubierta de abundante pruina, fina, blanquecina, con abundantes lenticelas muy pequeñas algo más claras; sutura con línea bien visible, de color algo más oscuro que el fruto. Situada en una depresión muy suave, algo más acentuada junto a cavidad peduncular; pedúnculo de longitud largo 16.78mm de calibre mediano, con escudete muy marcado, con la cavidad del pedúnculo estrecha, poco profunda, rebajada en la sutura y más levemente en el lado opuesto; pulpa de color amarillo verdoso, textura suave, muy jugosa, y con un sabor moderadamente dulce y bastante rico.
Hueso semi libre, grande, alargado, zona ventral poco sobresaliente, superficie rugosa.
Su tiempo de recogida de cosecha en la segunda decena de agosto.

## Progenie
- La ciruela 'Ontario' es el "Parental Madre" de la nueva variedad de ciruela Gilbert.[5]

## Usos
Se usa comúnmente como postre fresco de mesa buena ciruela de postre de mediados de verano, de calidad gastronómica buena, pero la variedad aún no es relevante.